# Siderogel
Un siderogel, del grec: sideros = ferro i de gel, és un mineral amorf que consta d'oxihidròxid de ferro, FeO(OH), que es presenta en alguns minerals amb ferro de torberes. És de color negrós, marronós i marró roenc. Sovint és vitrós i translúcid. Es troba a Euràsia.